# Hernádvécse
Hernádvécse là một thị trấn thuộc hạt Borsod-Abaúj-Zemplén, Hungary. Thị trấn này có diện tích 16,94 km², dân số năm 2010 là 973 người, mật độ 57 người/km².